# Любомирово (Вологодская область)
Любомирово — село в Шекснинском районе Вологодской области. Административный центр сельского поселения Любомировского и Любомировского сельсовета.
Расстояние до районного центра Шексны по автодороге — 35 км. Ближайшие населённые пункты — Еремеево, Котово, Лево, Новоселки.
По переписи 2002 года население — 339 человек (159 мужчин, 180 женщин). Всё население — русские.